# I Want It That Way
"I Want It That Way" er en sang af det amerikanske boyband Backstreet Boys. Den blev udgivet den 12. april 1999 som førstesinglen fra deres tredje studiealbum Millennium. Sangen blev skrevet af Max Martin og Andreas Carlsson, og Martin producerede sangen sammen med Kristian Lundin, Popballaden omhandlet er forhold, der er gået i stykker af følselsesmæssig eller fysisk afstand.
Sangen blev godt modtaget af kritikerne, og mange kommenterede på at den var i'refaldende og kaldte den for årets popballade. Sangen blev nomineret til tre Grammy Awards, inklusive  Song og Record of the Year, og den blev inkluderet på lister for Blender, MTV, Rolling Stone og VH1.
"I Want It That Way" er Backstreet Boys’ signatursang, og den nåede førstepladsen på singlehitlisterne i over 25 lande, inklusive Australien, Tyskland, ITalien, New Zealand, Schweiz og Storbritannien. I USA toppede den som nummer 6 på Billboard Hot 100 i otte sammenhængende uger, mens den toppede både Adult og Top 40 Mainstream hitlisterne.
Sangeren er blevet indspillet i coverversioner og parodieret af en lang række kunstnere, inklusive andre boybands som JLS og One Direction. 
Den originale musikvideo  blev instrueret af Wayne Isham, og den modtog fire nomineringer ved VMA, og vandt  Viewer's Choice. Den er ligeledes blevet parodieret flere gange, heriblandt Blink 182 i deres musikvideo til "All the Small Things", Big Time Rush i musikvideoen til "Like Nobody's Around" og The Wanted i deres video til "Walks Like Rihanna". 

## Spor
| - UK CD1 1. "I Want It That Way" (Radio Version) – 3:34 2. "My Heart Stays with You" – 3:37 3. "I'll Be There for You" – 4:43 | CD2 1. I Want It That Way (Album Version) 2. I Want It That Way (David Morales Club Version) 3. I Want It That Way (The Wunder Dub) 4. I Want It That Way (Jazzy Jim Vocal Mix) |

## Hitlister
| Hitliste (1999–2001)                              | Højeste placering |
| ------------------------------------------------- | ----------------- |
| Australien (ARIA)                                 | 2                 |
| Østrig (Ö3 Austria Top 40)                        | 1                 |
| Belgien (Ultratop 50 Flanderen)                   | 4                 |
| Belgien (Ultratop 50 Vallonien)                   | 7                 |
| Canada Top Singles (RPM)                          | 2                 |
| Canada Adult Contemporary (RPM)                   | 1                 |
| Denmark (IFPI)                                    | 2                 |
| European Hot 100 (Billboard)                      | 1                 |
| Finland (Suomen virallinen lista)                 | 4                 |
| Frankrig (SNEP)                                   | 20                |
| Tyskland (Official German Charts)                 | 1                 |
| Irland (IRMA)                                     | 3                 |
| Italy (Musica e dischi)                           | 1                 |
| Holland (Dutch Top 40)                            | 1                 |
| Holland (Single Top 100)                          | 1                 |
| New Zealand (RIANZ)                               | 1                 |
| Norge (VG-lista)                                  | 1                 |
| Skotland (Official Charts Company)                | 1                 |
| Spanien (PROMUSICAE)                              | 1                 |
| Sverige (Sverigetopplistan)                       | 2                 |
| Schweiz (Schweizer Hitparade)                     | 1                 |
| Storbritannien Singles (Official Charts Company)  | 1                 |
| Storbritannien UK Indie (Official Charts Company) | 1                 |
| USA Billboard Hot 100                             | 6                 |
| USA Adult Contemporary (Billboard)                | 1                 |
| USA Adult Top 40 (Billboard)                      | 11                |
| USA Mainstream Top 40 (Billboard)                 | 1                 |
| US Mainstream Top 40 Recurrents (Billboard)       | 1                 |
| USA Rhythmic (Billboard)                          | 5                 |
| US Top 40 Tracks (Billboard)                      | 1                 |

| Hitlitse (2019)       | Højeste placering |
| --------------------- | ----------------- |
| Japan (Japan Hot 100) | 35                |

| Hitliste (1999)                       | Placering |
| ------------------------------------- | --------- |
| Australian Singles Chart              | 25        |
| Austrian Singles Chart                | 19        |
| Belgian (Flanders) Singles Chart      | 33        |
| Belgian (Wallonia) Singles Chart      | 35        |
| Canadian RPM Singles Chart            | 3         |
| Canadian RPM Adult Contemporary Chart | 1         |
| Europe (Eurochart Hot 100)            | 14        |
| Germany (Official German Charts)      | 14        |
| Netherlands (Dutch Top 40)            | 11        |
| Netherlands (Single Top 100)          | 14        |
| New Zealand (Recorded Music NZ)       | 17        |
| Romania (Romanian Top 100)            | 22        |
| Swiss Singles Chart                   | 7         |
| Swedish Singles Chart                 | 9         |
| US Billboard Hot 100                  | 15        |